# Pseudoneureclipsis linos
Pseudoneureclipsis linos là một loài Trichoptera trong họ Dipseudopsidae. Chúng phân bố ở miền Ấn Độ - Mã Lai.